# Kamov V-50

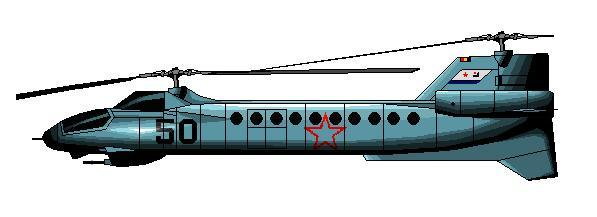
Mô hình Kamov V-50

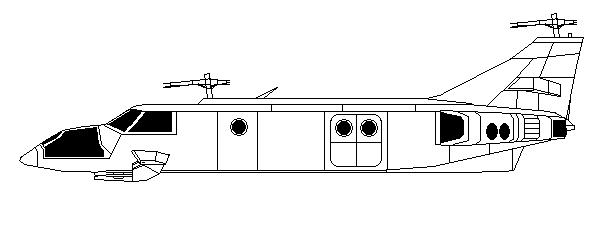
Hình vẽ mô hình ban đầu của Kamov V-50

V-50 là một đề án trực thăng vận tải vũ trang của hãng Kamov, V-50 có thể đạt vận tốc tới 400 km/h. Đề án đã bị hủy bỏ vào cuối thập niên 1960 và chỉ có 2 mô hình khác nhau được chế tạo. 